# Prism (album)
Prism – czwarty album studyjny amerykańskiej wokalistki Katy Perry wydany 18 października 2013 roku przez wytwórnię Capitol Records. W Polsce uzyskał status podwójnie platynowej płyty.
Głównym singlem promującym album został wydany 12 sierpnia 2013 roku utwór „Roar”, który piosenkarka wykonała na żywo po raz pierwszy na MTV Video Music Awards. Utwory „Dark Horse” (z gościnnym udziałem Juicy J) i „Walking on Air” (wydane odpowiednio 17 i 30 września) zostały singlami promocyjnymi.

## Historia
29 lipca 2013 roku na ulicach Los Angeles pojawiła się ciężarówka z wielkimi napisami „KATY PERRY PRISM 10 22 2013”. Spowodowało to liczne dyskusje w internecie, a w końcu sama Perry potwierdziła, iż jej album nazywać się będzie Prism i jego premiera nastąpi 22 października tego samego roku.
Pierwszym potwierdzonym tytułem z albumu jest „Double Rainbow”, który powstał dzięki pomysłowi Sii. W ramach wywiadu dla Vogue'a wokalistka zdradziła kolejny tytuł – „Bad Photographs”. Ostatecznie piosenka ta nie pojawiła się na albumie.
W artykule dla magazynu Elle, Perry zdradziła tytuły kolejnych dwóch piosenek, które znajdą się na jej nowym albumie.
Pierwsza z nich to „It Takes Two”. Piosenkarka napisała ją razem z Emeli Sandé i opowiada o jej związku z Johnem Mayerem, o zaakceptowaniu przez piosenkarkę tego, że to właśnie ona odegrała główną rolę w ich rozstaniu.
Druga to „Unconditionally” i jest hymnem o absolutnej miłości do drugiego człowieka.
2 sierpnia na kanale VEVO artystki pojawił się zwiastun nowego singla, który oficjalnie potwierdził datę wydania oraz tytuł.

## Single
- „Roar” – pierwszy singel albumu, wydany 12 sierpnia 2013 roku. Jego teledysk został opublikowany 5 września 2013 roku.
- „Unconditionally” – drugi singel, który został wydany 22 października 2013 roku.Jego teledysk został opublikowany 20 listopada 2013 roku.
- „Dark Horse” – trzeci singel, który został wydany 17 grudnia 2013 roku. Jego teledysk został opublikowany 20 lutego 2014 roku. Z początku był tylko singlem promocyjnym, jednak w związku z sukcesem, jaki zaczęła odnosić piosenka, Perry wydała go jako pełnoprawny singel.
- „Birthday” – czwarty singel z albumu. 24 kwietnia 2014 roku został do niego wydany 8-minutowy teledysk, wychodzący poza standardowy szablon współczesnych teledysków; Perry wcieliła się w nim w pięć postaci, które miały zniszczyć imprezy urodzinowe ludzi, a większość scen było kręconych z „ukrytej kamery”.
- „This Is How We Do” – piąty singiel albumu. Teledysk do niego został wydany 31 lipca 2014 roku.

## Produkcja
Perry przy tworzeniu swojego czwartego (a trzeciego komercyjnego) albumu nawiązała współpracę ze swoją ekipą z poprzedniego albumu Teenage Dream – Dr. Lukiem, Gregiem Wellsem, Maxem Martinem oraz Bonnie McKee. Pracowała również z wokalistkami – Sią, Emeli Sandé, duetem Icona Pop oraz Britney Spears, u której pojawia się jako chórek w singlu „Oh La La”.

## Lista utworów
1. „Roar” – 3:42
2. „Legendary Lovers” – 3:44
3. „Birthday” – 3:35
4. „Walking on Air” – 3:42
5. „Unconditionally” – 3:49
6. „Dark Horse” (feat. Juicy J) – 3:35
7. „This is How We Do” – 3:24
8. „International Smile” – 3:48
9. „Ghost” – 3:23
10. „Love Me” – 3:53
11. „This Moment” – 3:47
12. „Double Rainbow”– 3:52
13. „By the Grace of God” – 4:28

Wydanie Deluxe
1. „Spiritual” – 4:36
2. „It Takes Two” – 3:54
3. „Choose Your Battles” – 4:27